# Vittorio Sindoni
Vittorio Sindoni, né le 21 avril 1939 à Capo d'Orlando sur l'île de la Sicile en Italie, est un réalisateur, un scénariste et un producteur italien. Connu pour ses comédies dans les années 1970, il s'est ensuite illustré avec ses téléfilms et séries télévisées réalisés pour la Rai à partir des années 1980. Il a utilisé au cours de sa carrière le pseudonyme de Marco Aleandri.

## Biographie
Né à Capo d'Orlando sur l'île de la Sicile, Sindoni commence sa carrière en dirigeant le groupe de théâtre Il Collettivo di Roma. Il travaille pendant plusieurs années pour différentes émissions produites par la Rai, comme Almanacco, L'approdo et Cronache del cinema e del teatro.
En 1964, il débute au cinéma comme assistant réalisateur de Piero Regnoli sur le tournage du péplum Maciste dans les mines du roi Salomon (Maciste nelle miniere di re Salomone). Il collabore ensuite avec Massimo Mida (it) sur le tournage du film d'aventures Prisonniers du plaisir (LSD - Inferno per pochi dollari).
Il écrit et réalise en 1968 son premier film, le giallo Homicides par vocation (L'assassino ha le mani pulite) avec Femi Benussi et l'acteur américain Tom Drake. La même année, il s'essaie à la comédie avec Italiani! È severamente proibito servirsi della toilette durante le fermate (it) avec la jeune Silvia Dionisio en tête d'affiche. Il reste dans ce genre et signe plusieurs comédies populaires de la fin des années 1960 à la fin des années 1970. En 1979, il reçoit le Grolla d'oro pour Gli anni struggenti (it), une comédie dramatique qui narre l'histoire de Saverio (Fabio Traversa (it)), un jeune homme troublé par les enseignements de son père qui a pour modèle le pédagogue suisse Johann Heinrich Pestalozzi.
À partir des années 1980, il travaille surtout pour la télévision et délaisse le cinéma. Il signe alors pour la Rai plusieurs téléfilms et séries télévisées. En 1990, il revient au cinéma avec le drame policier Una fredda mattina di maggio librement inspiré par l'assassinat du journaliste italien Walter Tobagi (it) survenu à Milan en 1980.
En 2010, il s'inspire du livre écrit par Anna Maria Scicolone, la sœur de Sophia Loren, pour réaliser la mini-série La mia casa è piena di specchi (it). Sophia Loren tient le rôle de sa propre mère, Romilda Villani, et Margareth Madè celui de Loren. La série eut un grand succès auprès du public, enregistrant des records d'audience.
Après une longue séries d'œuvres télévisuelles, il revient au cinéma en 2016 avec le drame Abbraccialo per me.

## Filmographie

### Au cinéma

#### Comme réalisateur et scénariste
- 1968 : Homicides par vocation (L'assassino ha le mani pulite)
- 1968 : Italiani! È severamente proibito servirsi della toilette durante le fermate (it)
- 1973 : La signora è stata violentata (it)
- 1974 : Amore mio non farmi male
- 1975 : Son tornate a fiorire le rose
- 1976 : Per amore di Cesarina
- 1979 : Gli anni struggenti (it)
- 1984 : Giuseppe Fava: Siciliano come me
- 2016 : Abbraccialo per me

#### Comme réalisateur
- 1972 : E se per caso, una mattina...
- 1976 : Perdutamente tuo... mi firmo Macaluso Carmelo fu Giuseppe
- 1977 : Ride bene... chi ride ultimo (avec Gino Bramieri et Walter Chiari)
- 1978 : Ridendo e scherzando
- 1978 : Tanto va la gatta al lardo...
- 1990 : Una fredda mattina di maggio

#### Comme assistant réalisateur
- 1964 : Maciste dans les mines du roi Salomon (Maciste nelle miniere di re Salomone) de Piero Regnoli
- 1967 : Prisonniers du plaisir (LSD - Inferno per pochi dollari) de Massimo Mida (it)

#### Comme producteur
- 1973 : La signora è stata violentata!
- 2016 : Abbraccialo per me

### A la télévision

#### Comme réalisateur et scénariste

##### Téléfilms
- 1982 : Quasi quasi mi sposo
- 2004 : Madre come te
- 2009 : Una sera d'ottobre
- 2011 : La ragazza americana

##### Séries télévisées
- 1985 : Vogla di cantare
- 1989 : Come stanno bene insieme
- 1993 : La Scalata
- 1996 : Positano
- 2004 : Le capitaine (Il capitano)
- 2006 : Butta la luna

#### Comme réalisateur

##### Téléfilms
- 1988 : La collina del diavolo
- 1991 : Come une mamma
- 1998 : Vade e torno
- 2005 : Il mondo è meraviglioso
- 2005 : Regina dei fiori
- 2006 : L'uomo che sognava con le aquile
- 2007 : Le ragazze di San Frediano
- 2008 : Per una notte d'amore

##### Séries télévisées
- 1987 : La vogla di vincere
- 1990 : Le Gorille, épisode Le gorille et les Corses
- 1992 : Le Chinois
- 1993 : Laura
- 1999 : Non lasciamoci più
- 2002 : Stiamo bene insieme (avec Elisabetta Lodoli)
- 2011 : Cugino e cugino
- 2010 : La mia casa è piena di specchi (it)

#### Comme scénariste

##### Série télévisée
- 2004 : Posso chiamarti amore? de Paolo Bianchini

#### Comme acteur

##### Séries télévisées
- 1993 : La Scalata, un épisode
- 1998 : Il maresciallo Rocca, épisode Enigma Finale et Un delitto diverso

## Prix et récompenses notables
- Grolla d'oro du meilleur réalisateur pour Anni struggenti en 1979.